# Itagi
Itagi ist ein Dorf mit rund 4500 Einwohnern im indischen Bundesstaat Karnataka. Es ist bekannt wegen eines Hindu-Tempels aus dem beginnenden 12. Jahrhundert.

## Lage
Itagi liegt im Norden Karnatakas auf dem Dekkan-Plateau in einer Höhe von ca. 590 m ü. d. M.; das Dorf befindet sich etwa auf halbem Weg zwischen den Distriktshauptstädten Gadag im Westen und Koppal im Osten. Das Klima ist subtropisch warm; Regen fällt nahezu ausschließlich in den sommerlichen Monsunmonaten.

## Bevölkerung
Ca. 85 % der mehrheitlich Kannada sprechenden Bevölkerung sind Hindus und etwa 14 % sind Moslems; andere Religionsgruppen spielen in den ländlichen Regionen Indiens kaum eine Rolle. Der männliche Bevölkerungsanteil übersteigt den weiblichen um ca. 5 %.

## Wirtschaft
Die Umgebung von Itagi ist in hohem Maße landwirtschaftlich orientiert; im Ort selbst haben sich Handwerker, Händler und Dienstleister aller Art niedergelassen.

## Geschichte
Das Gebiet um Gadag gehörte im frühen Mittelalter zum Herrschaftsgebiet der Chalukyas von Badami und der Rashtrakutas. Im 11. und 12. Jahrhundert kam der Ort unter die Einflusssphäre der Chalukyas von Kalyani, bis die Kalachuri und die Hoysala sukzessive die Macht übernahmen, denen im Jahr 1348 das Vijayanagar-Reich folgte, das selbst wiederum im Jahr 1565 in der Schlacht von Talikota den vereinigten Heeren der Dekkan-Sultanate unterlag. Diese waren jedoch untereinander zerstritten und so konnte der hinduistische Fürstenstaat von Mysore die Macht zeitweise übernehmen, die ihm jedoch von den Sultanen der Adil-Shahi-Dynastie von Bijapur streitig gemacht wurde. Von 1761 bis 1799 okkupierten Haidar Ali und Tipu Sultan, zwei quasi unabhängig regierende Generäle des Fürstenstaats Mysore, die Macht; danach wurde der britische Einfluss auch in Südindien immer stärker.

## Sehenswürdigkeiten

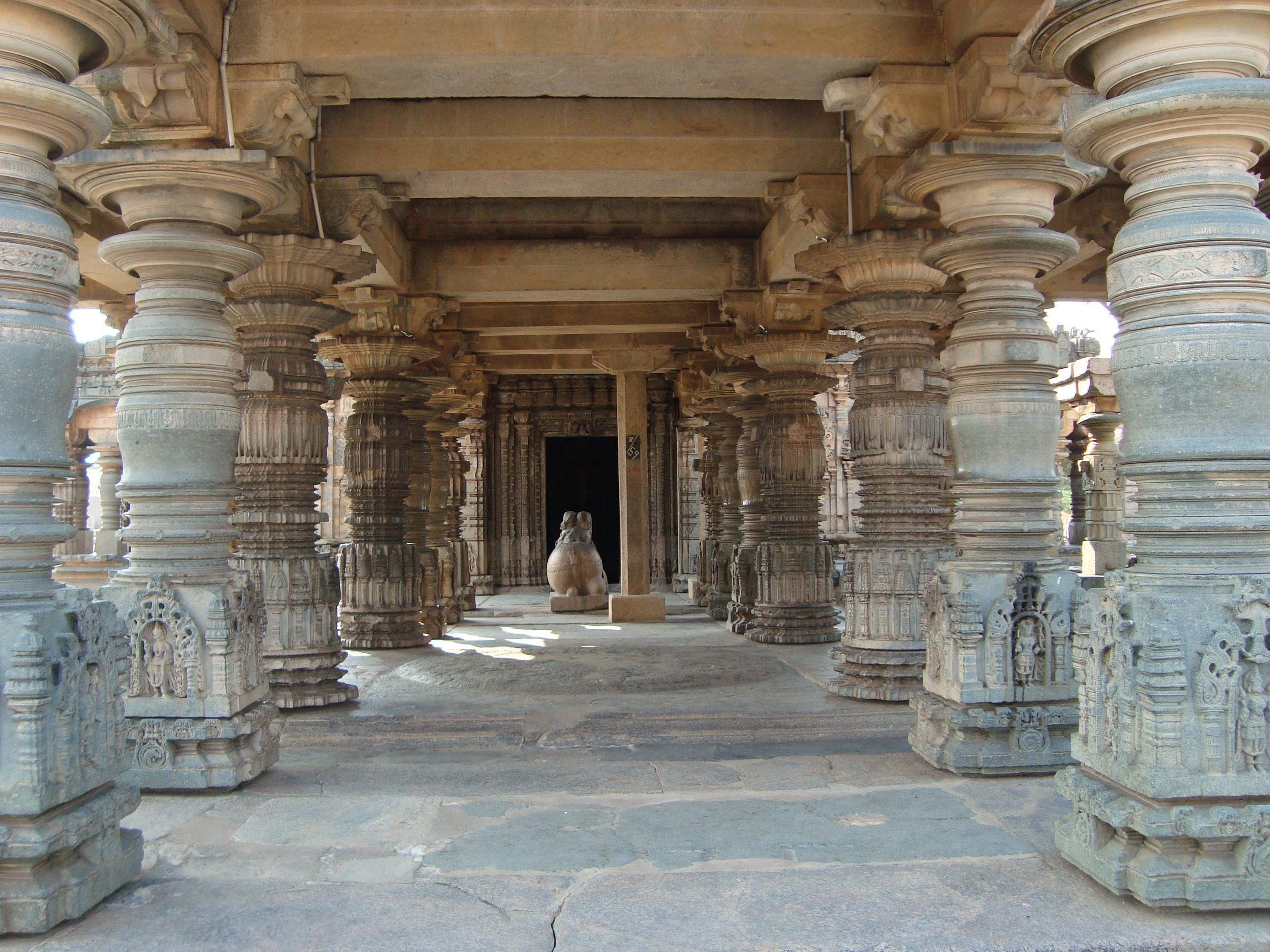
Offene Vorhalle mit gedrechselten Säulen und liegendem Nandi-Bullen

- Bedeutendste Sehenswürdigkeit von Itagi ist der dem Hindu-Gott Shiva geweihte und im Jahr 1112 fertiggestellte Mahadeva-Tempel. Er besteht aus vier ineinander übergehenden Bauteilen: Cella (garbhagriha), Vorraum (antarala oder sukhanasi), einer geschlossenen Vorhalle (mandapa oder navaranga) und einer großen offenen Vorhalle. Der Tempel ruht nicht auf einer Umgangsplattform (jagati), so dass die rituelle Umschreitung (pradakshina) nur auf dem mit Steinplatten belegten Erdbodenniveau möglich ist. Die Außenwände des Baus sind reich gegliedert und ornamentiert (Nischen mit Baldachinen etc.), doch auffällig ist das Fehlen von Figuren, die möglicherweise nie vorhanden waren oder aber in islamischer Zeit zerstört wurden. Die Cella wird überhöht durch einen horizontal gestuften Turmaufbau (vimana), die Spitze wurde in späterer Zeit erneuert. Die Specksteinsäulen der Vorhalle sind gedrechselt und beschnitzt; die Deckensegmente sind schmucklos – nur das Segment vor dem Eingang zur geschlossenen Vorhalle ist mit einer Kragkuppel mit hängendem Schlussstein überdeckt. Unmittelbar vor dem Eingang findet sich die für einen Shiva-Tempel obligatorische liegende Nandi-Figur. In der Cella befindet sich ein aus schwarzem Stein gearbeiteter Lingam mit umschließender Yoni.

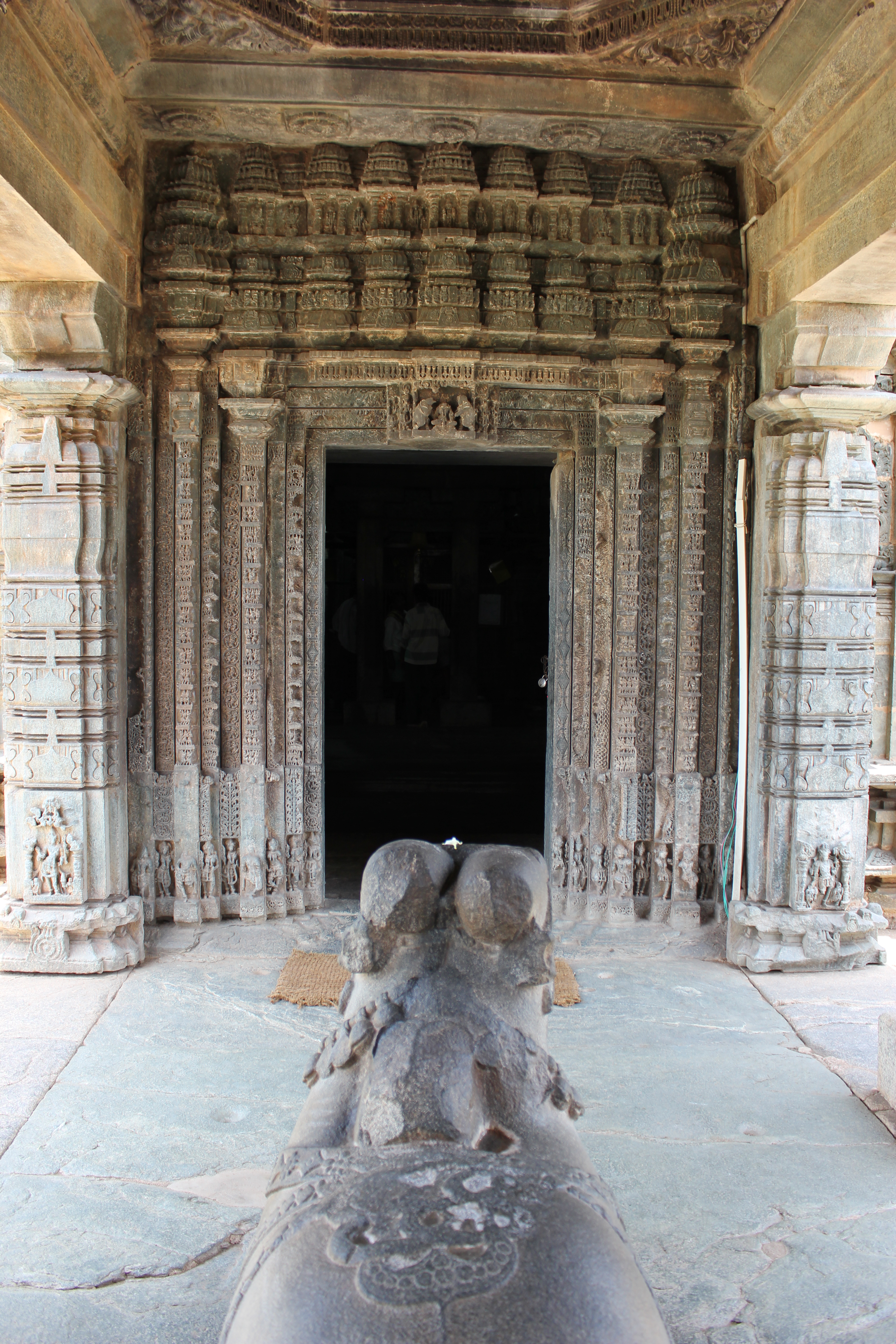
Eingangsportal zur geschlossenen Vorhalle
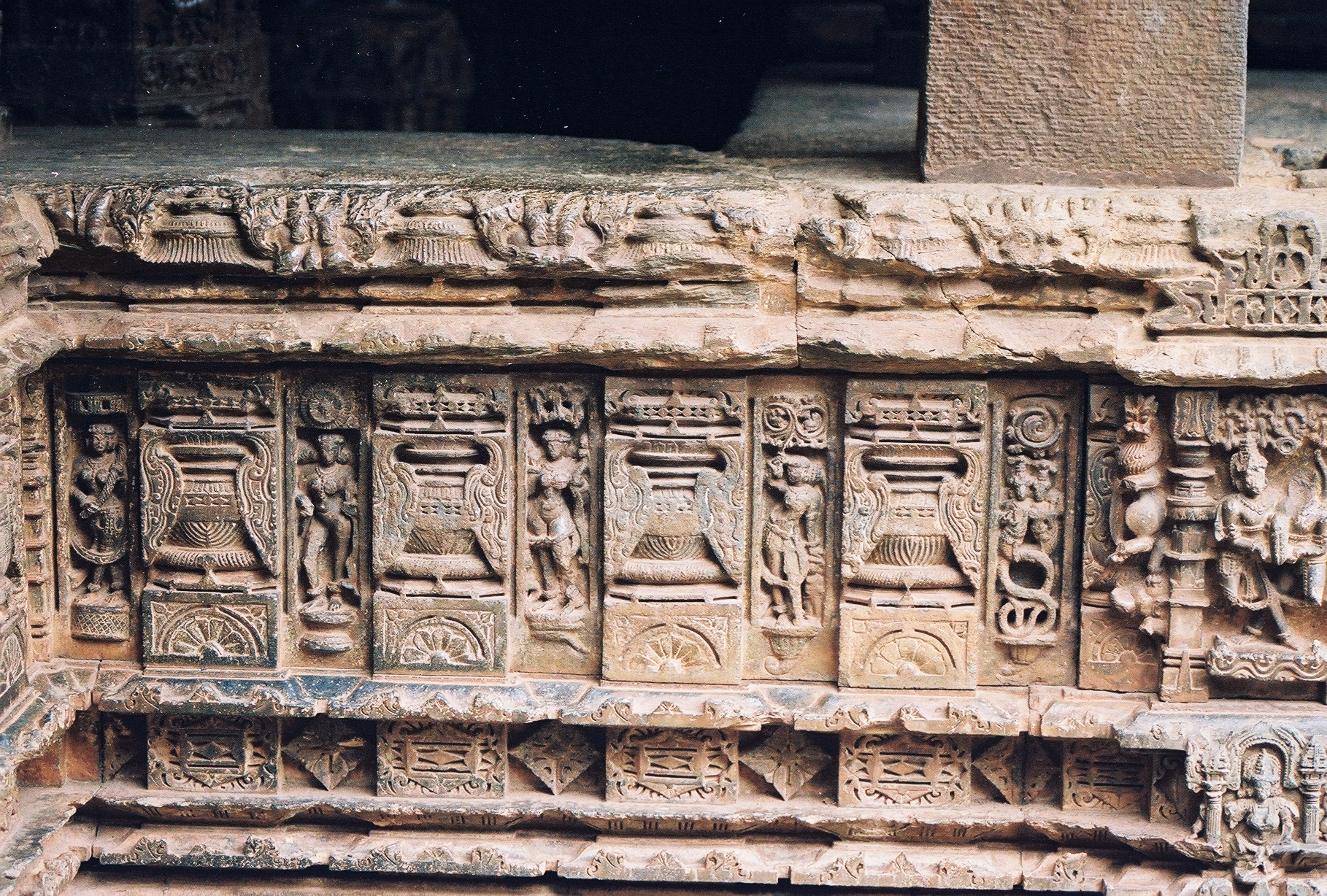
Figürliche Reliefs und kalasha-Krüge mit überquellendem Blattwerk
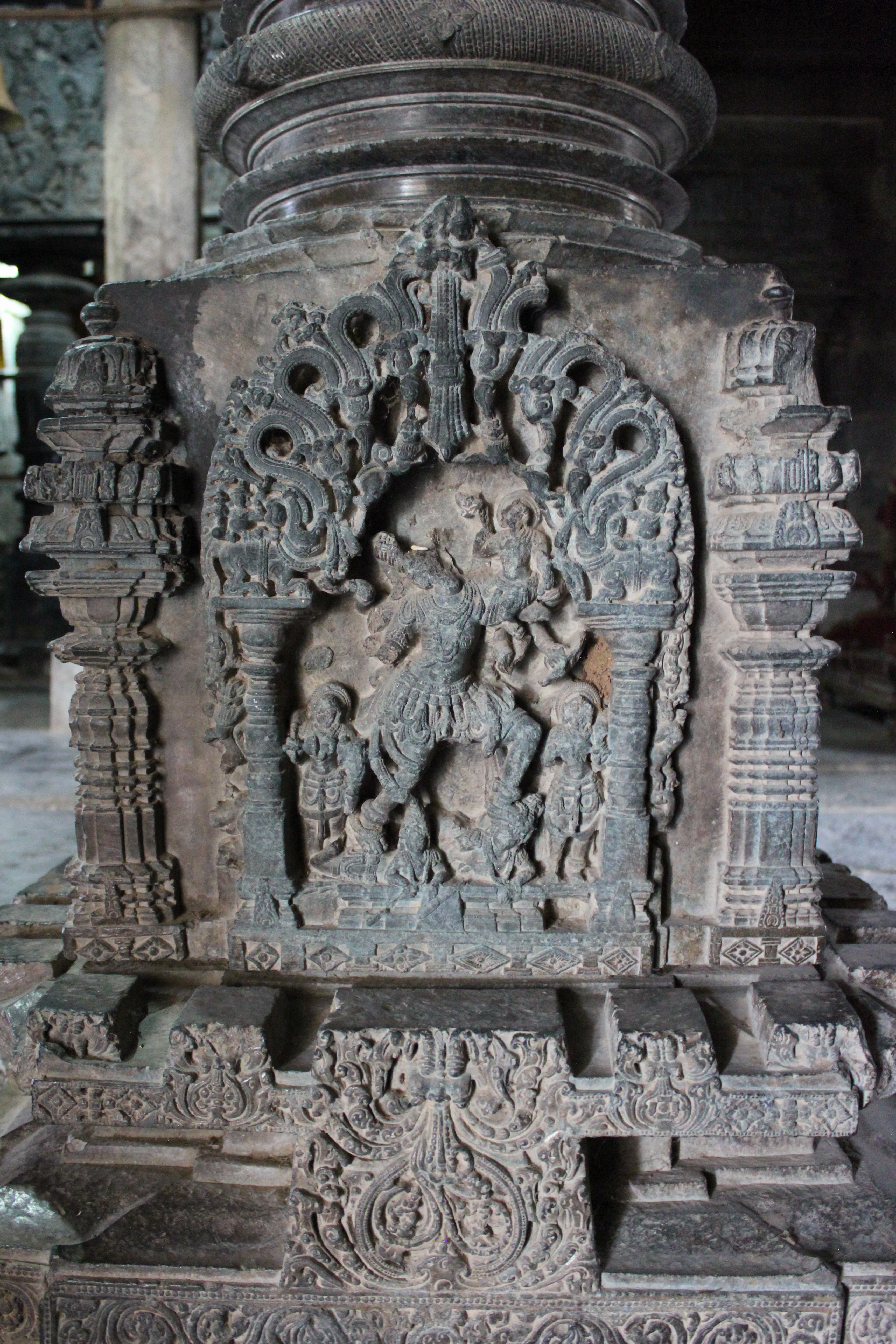
Sockelrelief mit Vishnu als Eber (varaha) und der Erdgöttin (bhudevi) in einem torana
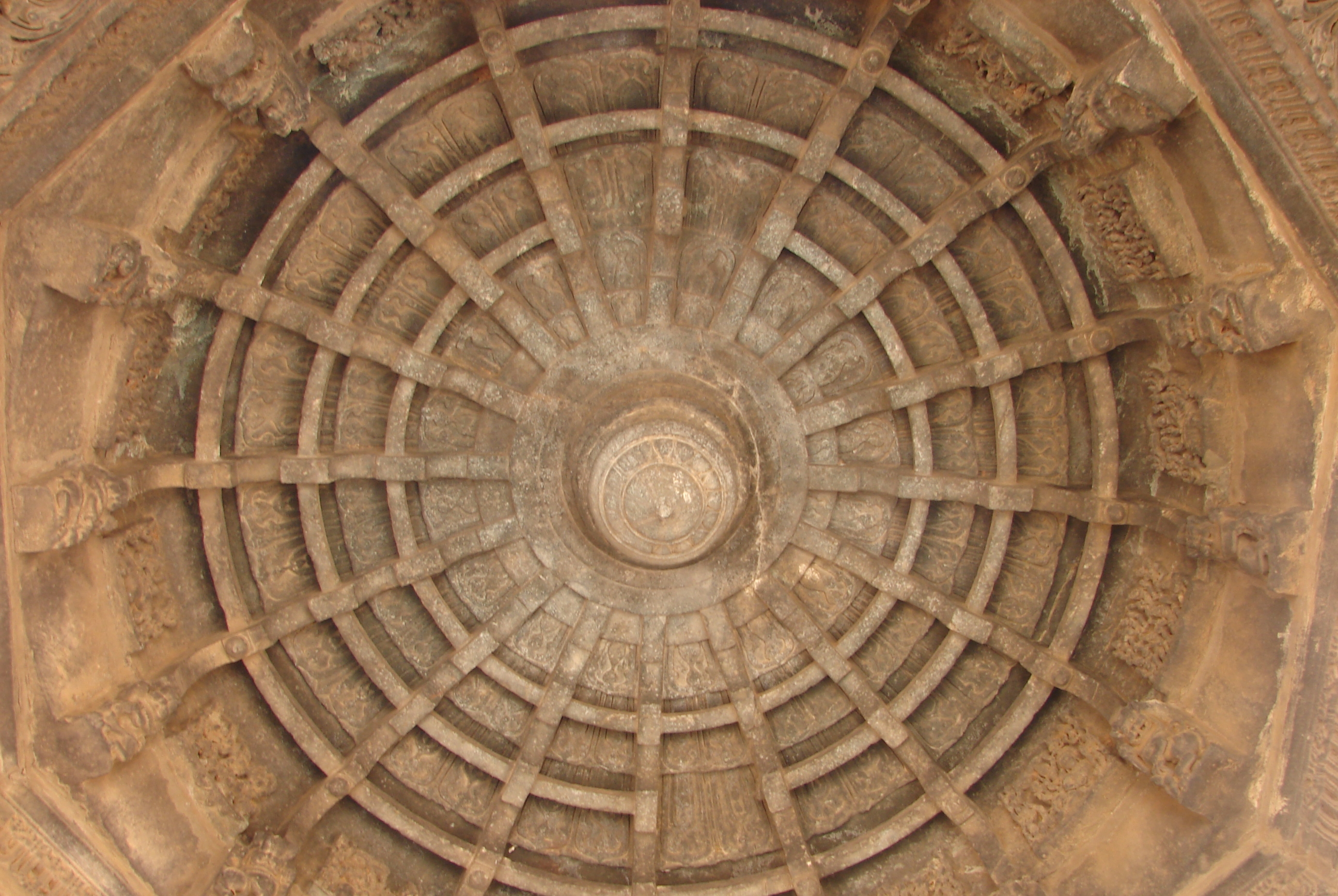
Kragkuppel mit Abhängling

- Auf dem Tempelgelände befinden sich noch weitere Schreine sowie ein restaurierter Stufenbrunnen.